# Helmut A. Gansterer

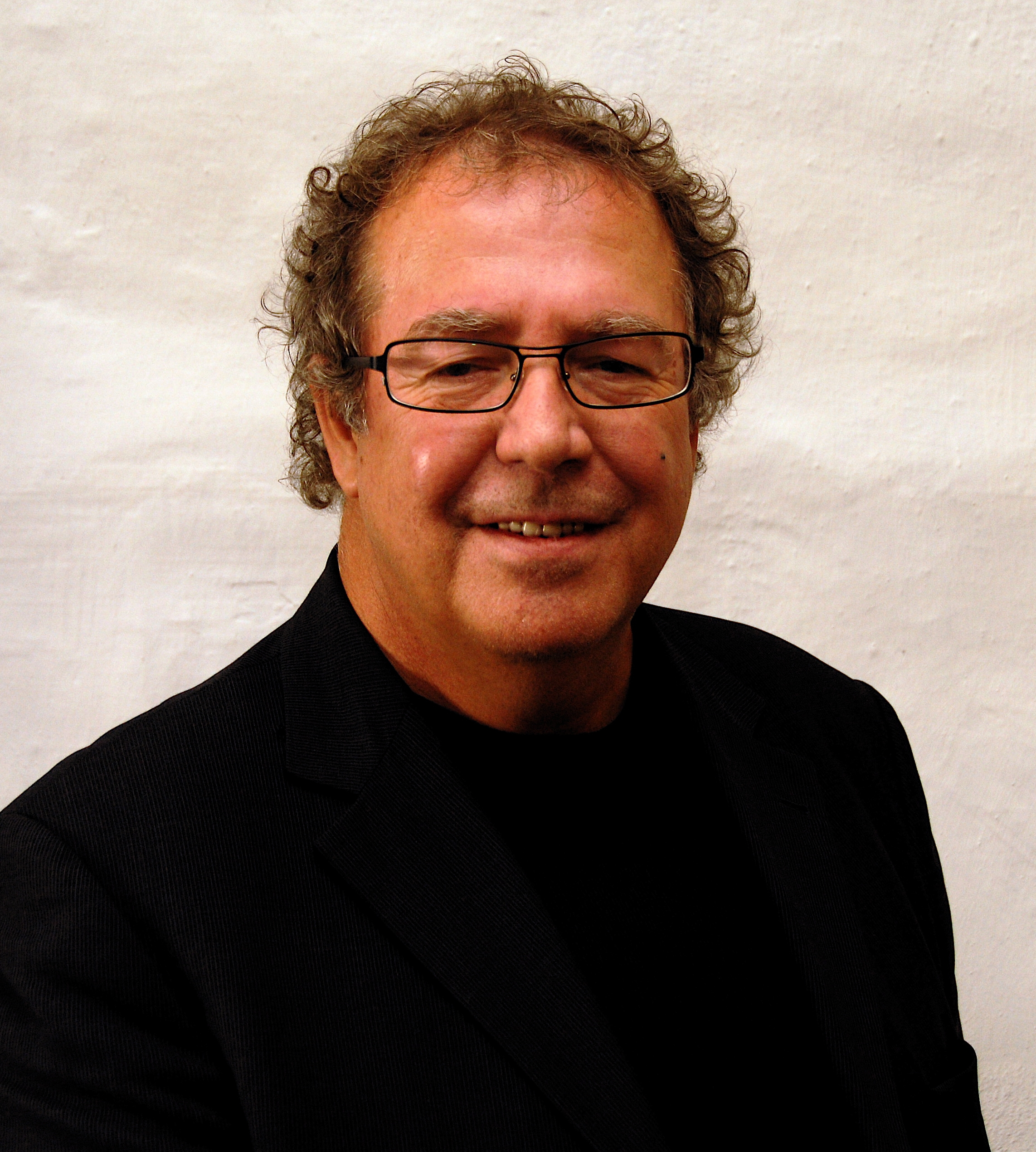
Helmut A. Gansterer, 2010

Helmut Gansterer (* 20. Juli 1946 in Neunkirchen) ist ein österreichischer Journalist, Herausgeber und Autor.

## Leben
Helmut A. Gansterer wuchs als Sohn des Alois und der Maria Gansterer in Pottschach, Gemeinde Ternitz auf. Das A. ist eine Abkürzung von Alois, zu Ehren seines Vaters.
Gansterer absolvierte die HTL Mödling in Mödling im Fachbereich Maschinenbau, Motoren- und Kraftfahrzeugsbau. Von 1965 bis 1968 studierte er Volkswirtschaftslehre an der Hochschule für Welthandel in Wien. Dort wurde er auf Grund eines Leserbriefes eingeladen, für die Hochschülerzeitung Hermes zu schreiben, deren Chefredakteur er kurze Zeit später wurde (1966).
Noch vor Abschluss des Studiums trat er 1970 beim neu gegründeten Wirtschaftsmagazin trend ein. 1971 wechselte er in die Werbebranche und wurde Texter in der Agentur Ogilvy & Mather. Parallel dazu gründete er die Wirtschaftszeitschrift Economy, welche im Dezember 1973 an den ORAC-Verlag verkauft wurde. Nach zweijähriger Chefredakteurstätigkeit für Economy wechselte er 1974 als stellvertretender Chefredakteur zum trend. 1976 stieg er zum Chefredakteur auf, ein Jahr später wurde er zum Herausgeber ernannt. Bis 1997 war Gansterer Chefredakteur und alleiniger Herausgeber des trend. Von 1997 bis September 2008 war er gemeinsam mit Christian Rainer Herausgeber, seit Oktober 2008 ist er Autor für den trend. Für die Zeitschrift profil  verfasste Gansterer bis Ende 2012 regelmäßig alle zwei Wochen eine Kolumne mit dem Titel „Good News“, die erste Kolumne unter diesem Titel erschien am 3. Mai 1999.
Seit 1973 verfasst Gansterer auch Texte für das Automagazin autorevue. Sein erster Beitrag erschien in der Ausgabe 5/1973 (Mercedes 450 Modellvorstellung). Das Pseudonym Phil Waldeck verwendete er erstmals in der Ausgabe 5/1976 in einer Story über das Jaguar E Cabrio. Seit 1986 schreibt er monatlich den Wanderbrief. Der erste Wanderbrief (unter Philipp Waldeck) erschien in der Ausgabe 5/1986 (aus Rio de Janeiro).
Von März 2011 bis Juni 2014 schrieb Gansterer, ebenfalls unter dem Pseudonym Phil Waldeck, die „Waldecks Wallfahrten“ für das monatlich erscheinende Magazin schau – inwien und um Wien herum, das bis Juli 2012 unter dem Namen „inwien“ vertrieben wurde. Diese Geschichten wurden jeweils mit einem Foto des Fotografen Helmut A. Gansterer illustriert. 2016–2018 verfasste er unter dem Titel "Das schräge Leben" regelmäßig Geschichten für das Motorradmagazin. Seit 1999 erscheinen Gast-Essays zum Thema Fotografie von Helmut A. Gansterer im Hartlauer-Löwenmagazin.
Für das Diners Club Magazin verfasst er Kolumnen unter dem Pseudonym Adam Bronstein.
Branchenkollegen verliehen Gansterer den Spitznamen „Edelfeder“.
Gansterer ist Autor und Mitautor zahlreicher Bücher sowie zahlreicher Essays.
Helmut A. Gansterer's Ehefrau Martina ist Malerin und unter dem Künstlernamen Martina Schettina bekannt.

## Preise und Auszeichnungen
- 1989 Eduard-Haas-Preis für Wirtschaftsjournalistik
- 2003 Kunstmediator[6]
- 2004 OscART für Kunstpublizistik[7]
- 2008 „Darf man per E-Mail kondolieren“ wird zum beliebtesten Buch der Niederösterreicher gewählt.[8]
- 2008 „Darf man per E-Mail kondolieren“ gewinnt in der Kategorie Sachbuch; Wissen, Kunst und Kultur den Bücherpreis „Buchliebling 2008“.[9]
- 2008 Helmut A. Gansterer erreicht bei der Buchliebling-Wahl 2008 in der Kategorie „Autor des Jahres“ den 3. Platz.[10]
- 2008 Helmut A. Gansterer wird mit dem Horst-Knapp-Preis 2007 ausgezeichnet.[11]
- 2009 „Der neue Mann von Welt“ erreicht in der Kategorie Sachbuch; Wissen, Kunst und Kultur den 2. Platz beim „Buchliebling 2009“.[12]
- 2009 Jepblog-Award der Axel-Springer-Akademie des Axel-Springer-Verlags Berlin[13]
- 2010 „Darf man als Nackerta ins Hawelka?“ wurde 2010 zum Buchliebling in der Kategorie Buchliebling-Joker (Erwachsene) gewählt.[14]
- 2011 „Endlich alle Erfolgsgeheimnisse“ wurde 2011 zum Buchliebling in der Kategorie „Wirtschaft, Politik, Geschichte“ gewählt.
- 2011 wurde ihm vom Österreichischen Bundespräsidenten der Berufstitel Professor verliehen.[15]
- 2012 wurde Gansterer die Goldene Ehrennadel der Wirtschaftskammer Österreich durch Christoph Leitl verliehen[16]
- 2014 wurde Helmut A. Gansterer in einem kombinierten Publikums- und Experten-Voting des Magazins Extradienst in der Kategorie Urgestein des Jahres auf Platz 2 (hinter Hugo Portisch) gewählt.
- 2015 Erster Platz in der Kategorie "Die Legende schreibt" nach einem Publikumsvoting kombiniert mit einer Experten-Jury des Branchen-Magazins Extradienst.

## Werke
Hauptautor
- Tagebuch eines Kapitalisten unter dem Pseudonym Adam Bronstein, Orac Verlag, 1988, ISBN 3-7015-0123-8.
- Das Lernen. Der Geist. Die Siege. 63 Essays über Erfolg im Zeitalter der Kopfarbeit. Edition Va Bene, 2003, ISBN 3-85167-090-6, Auflage: N.-A., Nachdr. 2003 (Juli 2002).
- Good News. 1. Auflage, Edition Va Bene, Klosterneuburg 2004, ISBN 3-85167-154-6.
- Darf man per E-Mail kondolieren? Der Knigge des 21. Jahrhunderts. 1. Auflage, Pichler Verlag, Wien 2007 ISBN 978-3-85431-433-2.
- Der neue Mann von Welt. Geist schlägt Geld. Molden Verlag, Wien 2008 ISBN 978-3-85485-226-1.
- Darf man als Nackerta ins Hawelka? Knigge für Fortgeschrittene. Molden Verlag, Wien 2009 ISBN 978-3-85485-248-3.
- Endlich alle Erfolgsgeheimnisse. Ecowin Verlag, Salzburg 2010, ISBN 978-3-902404-92-3[17]
- Erwin Pröll. Profil eines Politikers. »Zum Glück gewinnt immer die Zuversicht«. Gemeinsam mit Christiane Scholler. Styria Premium Verlag Wien 2011, ISBN 978-3-222-13327-5[18]
- Darf man sich’s urgut gehen lassen? Wo es doch allen so schlecht geht. Ecowin Verlag, Salzburg 2013 ISBN 978-3-7110-0052-1.[19]

Mitautor oder Herausgeber
- mit Reginald Benisch, Erika Folkes: Ihre persönliche Geldstrategie ’84 ORAC Verlag 1983, ISBN 3-85368-955-8.
- Peter E. Allmayer-Beck, Stefan Sares (Hrsg.): Attersee. Malen und Leben. Wirtschaftstrend-Zeitschriften VerlagsGmbH, Wien 1990, Essay Helmut A. Gansterer; ISBN 3-7015-0220-X.
- Michael Satke (Hrsg.): Mythos Bar Essay Helmut A. Gansterer; MS Verlag 1992, ISBN 3-9500197-0-7.
- mit Heinz Honies, Marga Swoboda u. a.: Die Kunst des Scheiterns Edition HERANT/Sportmagazin VerlagsGesmbH 1994, ISBN 3-901377-01-8.
- Wolfgang Lamprecht (Hrsg.): Wittmann. Das Buch. Mit Beiträgen von Melissa Stadler, Helmut A. Gansterer, Michael Freund, Daniel Glattauer, Jan Tabor u. a., Verlag Christian Brandstätter, München-Frankfurt-Wien 1995, ISBN 3-85447-568-3.
- mit Karl Korab, Barbara Frischmuth: Korab. Holzhausen, 1996, ISBN 3-900518-53-X.
- mit Peter Gorsen: Franz Ringel: achtundsiebzig Bilder für Maria. Hrsg. von Helmut A. Gansterer, Holzhausen, Wien 1997, ISBN 3-900518-71-8.
- mit Milo Dor, Arno Geiger u. a.: Macht Kunst Sinn BAWAG Edition Literatur, Überreuter, Wien 1998, ISBN 3-8000-3717-3.
- Rainers Barbuch The Shaker Das Barbuch von Rainer Husar. Mit Texten von Helmut A. Gansterer Hrsg. Rainer Husar, fotografiert und gestaltet von: Gernot Langs 1999, ISBN 3-9501059-0-5.
- Sand und Stein – Wald und Wein mit Texten v. Helmut A. Gansterer u. a.; herausgegeben vom Kulturreferat und dem Fotoklub der Stadt Eggenburg, Verlag Bibliothek der Provinz 1999, ISBN 3-85252-309-5.
- Duell mit der Politik – Haderer, Peichl, Zehentmayer Galerie Ulysses, Wien 1999, ISBN 3-85127-021-5.
- mit Fritz Ehn, Philipp Waldeck u. a.: 100 Jahre Steyr-Daimler-Puch Graz Steyr-Daimler-Puch Fahrzeugtechnik AG & Co KG, Graz 1999, ISBN 3-9501107-1-2 (englisch).
- mit Harry Weber: Wien bei Nacht / Vienna by night. C. Brandstätter, Wien 1992, ISBN 3-85447-433-4.
- mit Gerti Senger u. a.: P – Persönlich. Palmers Textil AG, Wiener Neudorf 2002.
- Ennstal-Classic Text: Helmut Zwickl, mit einem Gastessay von Philipp Waldeck. Ennstal Classic GmbH, Gröbming 2002.
- mit Andreas Sachs, Erich Schönleitner: Punch & Power. Was Topmanager von Spitzensportlern lernen. 1. Auflage, Echomedia Verlag GmbH, Wien 2003, ISBN 3-901761-27-6.
- Sankt Urban Weinbrevier Jubiläumsedition 2003 mit zwei Texten von Helmut A. Gansterer; Sankt Urban Gottardi KG, Innsbruck 2003.
- Woran glauben Sie? Johannes Kaup im Dialog mit Konrad Paul Liessmann, Alfred Dorfer, Helmut A. Gansterer u. a. Styria Pichler Verlag, Wien 2004, ISBN 3-222-13159-7.
- mit Herbert Waldhauser, Alberich Klinger, Herbert Lackner: Ein Land auf seinem Weg. 1. Auflage, NP Buchverlag, 2005, ISBN 3-85326-384-4.
- Bundesleitung des Österreichischen Wirtschaftsbundes (Hrsg.): Österreichischer Wirtschaftsbund – Erfolgreich ist, wer umsetzt 1995–2005. Vorwort: Christoph Leitl, Einleitung: Wolfgang Schüssel, Essay: Helmut A. Gansterer. Druck Holzhausen, Wien 2005.
- mit Milena Greif (Autor), Elke Ziegler: Exploration F. Österreichs Forschung im Fokus. 1. Auflage, Brandstätter, Wien 2006, ISBN 3-902510-29-3.
- Denk Weinpfarrer, Felber Bäcker: Brot und Wein. Helmut A. Gansterer (Essay, Hrsg.) Holzhausen, Wien 2006, ISBN 3-85493-111-5.
- Ich könnte es nicht schöner sagen. Liebesgedichte. Helmut A. Gansterer (Hrsg. und Vorwort). Servus Verlag 2015, ISBN 978-3-7104-0056-8.

## Arbeiten für den Rundfunk
Für den ORF moderierte Gansterer mehrmals den Club 2, in der Sendung Extrazimmer trat er als Gastgeber auf, und als Gast in der „Pressestunde“, „Kreuz und Quer“ u. a. Für die Dokumentar-Serie „Die Erben“ erstellte er das Drehbuch. Von Februar 2013 bis Mitte 2014 hatte Gansterer auf Schau TV eine eigene Talkshow mit dem Titel Gansterer zur Geisterstunde.

## Fotografie
Als Journalist ergänzte Helmut Gansterer viele seiner Berichte im trend, der Autorevue oder in diversen Reisemagazinen mit Fotos. Im trend erschienen während seiner Zeit als Chefredakteur zahlreiche Bildessays des Autors. Seine erste öffentliche Fotoausstellung fand unter dem Titel: „Lichtgenügend. Fotografien eines Schreibers“ 2012 in St. Pölten statt. Als Fotograf begleitete er seine monatliche Kolumne „Waldecks Wallfahrten“, die unter seinem Pseudonym Phil Waldeck im Magazin „Schau – inwien und rundherum“ in den Jahren 2012 – 2014 im Bohmann Druck & Verlag erschien.